# Kazimierz Trafas
Kazimierz Trafas (ur. 5 lutego 1939 we Lwowie, zm. 3 listopada 2004 w Krakowie) – polski geograf i kartograf.

## Życiorys
Urodzony we Lwowie, czasy okupacji spędził w Krakowie i Brwinowie, po wojnie mieszkał w Lesznie. W 1956 rozpoczął studia na Wydziale Geodezji Górniczej Akademii Górniczo-Hutniczej, rok później przeniósł się jednak na kierunek geografii Wydziału Biologii i Nauk o Ziemi Uniwersytetu Jagiellońskiego. Po wyborze specjalności kartograficznej kontynuował studia w Instytucie Geografii Uniwersytetu Warszawskiego i ukończył je w 1963.
Pracował w Instytucie Geografii Polskiej Akademii Nauk, specjalizując się w interpretacji zdjęć lotniczych. W 1966 objął stanowisko asystenta w Katedrze Geografii Fizycznej Instytutu Geografii UJ, następnie w Zakładzie Geomorfologii, a od 1979 – w Zakładzie Kartografii i Teledetekcji. Utworzył tu pracownię fotointerpretacji, prowadził badania nad zmianami środowiska geograficznego, w tym szczegółowe badania zmian koryta Wisły między Krakowem a ujściem Raby w ciągu 200 lat na podstawie obrazów lotniczych i archiwalnych materiałów kartograficznych. W 1974 na podstawie rozprawy Zmiany biegu koryta Wisły na wschód od Krakowa w świetle map archiwalnych i fotointerpretacji uzyskał stopień doktora. W późniejszym okresie badania zmiany w dolinie Wisły prowadził też w odniesieniu do osadnictwa i sieci dróg.
Zajmował się też opracowywaniem, redakcją i przygotowaniem do druku atlasów regionalnych Polski południowej: Atlasu miejskiego województwa krakowskiego, Atlasu województwa bielskiego i Atlasu województwa tarnowskiego. Ich wydanie, z przedstawieniem nowych zagadnień, zastosowaniem skali 1:300 000 i nowatorskich rozwiązań metodycznych uznawane jest za powstanie krakowskiej szkoły kartograficznej; zapoczątkowało ono nową serię polskich atlasów regionalnych. Kazimierz Trafas był też inicjatorem wydania i redaktorem atlasów tematycznych: Atlasu Tatrzańskiego Parku Narodowego – pierwszego w Polsce i jednego z pierwszych w świecie atlasów obszarów chronionych, oraz Atlasu miasta Krakowa, który był pierwszym pełnym atlasem polskiego miasta, porównywanym z klasycznymi atlasami Monachium, Paryża i Londynu.
Kazimierz Trafas prowadził badania z zakresu teledetekcji i interpretacji obrazów lotniczych, wykorzystania najnowszych technik teledetekcyjnych w analizie terenu i identyfikacji obiektów i zjawisk – m.in. analizach obrazu upraw w celu weryfikacji spisu rolnego w 1978, zasięgu dymów przemysłowych w aglomeracji śląskiej. Uczestniczył w międzynarodowym eksperymencie TELEFOTO. Udokumentował fakt znacznie większego wpływu zanieczyszczeń emitowanych przez hutę aluminium i elektrownię w Skawinie niż Huty im. Lenina na stan sanitarny powietrza atmosferycznego w Krakowie, co przyczyniło się do likwidacji uciążliwości.
Był autorem znaków kartograficznych i rozwiązań metodycznych do map sozologicznych, założeń kartograficznych do sześcioarkuszowej Przeglądowej mapy geomorfologicznej Polski w skali 1:500 000, uznawanej za jedną z najlepszych tego rodzaju w Europie. Wspólnie z hydrologami opracował założenia i projekt Hydrologicznej mapy świata w skali 1:2 500 000 na przykładzie Polski, który zaprezentowano na kongresie Międzynarodowej Unii Geograficznej w Moskwie.

Podział administracyjny Krakowa na 18 dzielnic

W latach 1990–2003 pracował równolegle w Urzędzie Miasta Krakowa jako dyrektor Wydziału Strategii i Rozwoju, Pełnomocnik Prezydenta m. Krakowa ds. Reformy Samorządowej oraz główny specjalista w krakowskim Biurze Regionalnym Rządowego Centrum Studiów Strategicznych; odpowiadał za planowanie strategiczne miasta i inwestycje miejskie, a także za reformę samorządową. Kierowany przez niego zespół opracował projekt podziału Krakowa na 18 dzielnic, przyjęty w 1991. Współtworzył System Analiz Samorządowych, był jednym z inicjatorów utworzenia systemu informacji przestrzennej dla miasta i województwa, autorem koncepcji Komputerowego atlas województwa krakowskiego. Zajmował się też rewitalizacją starych dzielnic miasta, współtworzył Plan działań na rzecz rewitalizacji Kazimierza. Prowadził badania nad układem dwubiegunowym Kraków-Katowice, wraz z zespołem urbanistów opracował projekt Krakowskiego Zespołu Metropolitalnego, uczestniczył w pracach międzynarodowego zespołu przygotowującego Atlas metropolii europejskich, dla którego przygotował część dotyczącą Krakowa - jedynego zaprezentowanego w nim polskiego miasta.
W 2002 Kazimierz Trafas otrzymał stanowisko profesora nadzwyczajnego. Prowadził zajęcia dydaktyczne z zakresu kartografii, topografii, fotointerpretacji i teledetekcji na UJ, Akademii Pedagogicznej, Politechnice Krakowskiej i Uniwersytecie Warszawskim. Był promotorem 2 prac doktorskich i 16 magisterskich, autorem ponad 190 opublikowanych prac, w tym 94 map i 5 atlasów, licznych opracowań kompilacyjnych, przeglądowych, popularnonaukowych, recenzji i sprawozdań, map załącznikowych i haseł encyklopedycznych.
Był członkiem Polskiego Towarzystwa Geograficznego, sekretarzem jego Oddziału Krakowskiego i przewodniczącym Komisji Kartograficznej, prezesem Oddziału Krakowskiego Polskiego Towarzystwa Przyjaciół Nauk o Ziemi, członkiem licznych sekcji i komisji Polskiej Akademii Nauk: Sekcji Kartografii w Komitecie Geodezji, Sekcji Badań Miejskich Komitetu Zagospodarowania Przestrzennego, Komisji Teledetekcji w Komitecie Badań Kosmicznych, Komisji Geoinformatyki, Komisji Nauk Geograficznych przy Oddziale PAN w Krakowie, członkiem Stowarzyszenia Kartografów Polskich, Państwowej Rady Geodezyjno-Kartograficznej, członkiem korespondentem w Komisji Atlasów Regionalnych przy Międzynarodowej Asocjacji Kartograficznej i Komitetu Narodowego MAK. Był też członkiem komitetów redakcyjnych czasopism „Polski Przegląd Kartograficzny” i „Fotointerpretacja w Geografii – Teledetekcja Środowiska”.
Odznaczony Złotym Krzyżem Zasługi, Złotą Odznaką Polskiego Towarzystwa Geograficznego, odznaką za zasługi Polskiego Towarzystwa Przyjaciół Nauk o Ziemi, złotą i srebrną odznaką „Za zasługi w dziedzinie geodezji i kartografii”, Za Zasługi dla Ziemi Krakowskiej, Medalem Miasta Kazimierza, Srebrnym Medalem "Kraków 2000".
Pochowany na cmentarzu Rakowickim w Krakowie (kwatera XLVI).